# Rifugio Città di Fiume
Il rifugio Città di Fiume è un rifugio alpino delle Dolomiti situato nel comune di Borca di Cadore (BL), verso la fine della val Fiorentina, a quota 1.917 m s.l.m. Si trova lungo le pendici del col della Puina (2.254 m), dominato a sud dal monte Pelmo (3.168 m).

## Storia
È stato ricavato dall'antica malga Durona, costruita attorno al 1600 e da sempre destinata all'allevamento degli ovini. Benché più volte rimaneggiato (l'attuale aspetto esteriore risale al restauro del 1924), l'edificio ha conservato molte parti originali, tra cui i caratteristici tre locali ad arco che dividono il pianterreno.
La malga fu "scoperta" nel 1939 da Aldo Depoli, socio dal CAI di Fiume, durante un corso di scialpinismo. Dopo gli eventi della seconda guerra mondiale la sezione dovette trasferirsi a Padova, perdendo i sei rifugi che aveva in gestione tra il monte Maggiore e il monte Nevoso. Nel 1964 tornò ad avere un proprio rifugio ricavandolo dalla malga, donata dal comune di San Vito di Cadore.

## Accessi
L'accesso più diretto avviene attraverso il sentiero 467, una comoda carrozzabile (accessibile solo ai veicoli autorizzati) che inizia a 1.663 m d'altitudine presso un tornante della provinciale 251 poco più a valle del passo Staulanza. In alternativa, può essere raggiunto dal vicino rifugio Aquileia (1.583 m).
Per il rifugio transita l'alta via n. 1 (segnavia 467 e 472).